# WASP-2 b
WASP-2b — экстрасолнечная планета у звезды WASP-2, расположенная примерно в 500 световой годах в созвездии Дельфин. Масса и радиус указывают на то, что это газовый гигант подобный Юпитеру. В отличие от Юпитера, WASP-2b находится очень близко к своей звезде, и относится к классу планет, известных как горячий юпитер.